# Robert Buijtenhuijs
Robert Buijtenhuijs (Amsterdam, 17 oktober 1936 - Bordeaux, 15 februari 2004) was een Nederlands antropoloog, socioloog en afrikanist, gespecialiseerd in bevrijdingsbewegingen, Tsjaad en Kenia.

## Leven
Hij studeerde antropologie en sociologie van Afrika bij Georges Balandier in Parijs en promoveerde daar op de Mau Mau-opstand in Kenia met het proefschrift Le Mouvement Mau Mau, Une Révolte Paysanne et Anti-Coloniale en Afrique (1971). Eind jaren 1960 werkte hij als toegevoegd onderzoeker voor UNESCO in Dakar en van 1970 tot 1999 bij het Afrika-Studiecentrum in Leiden. Hij zette daar zijn onderzoek in Kenia voort wat leidde tot het boek Mau Mau Twenty Years After: The Myth and the Survivors (1973). Daarna verlegde hij zijn onderzoek naar Tsjaad en de bevrijdingsbeweging Frolinat (Front de Libération National du Tchad) die niet alleen naar onafhankelijkheid maar ook naar sociale revolutie streefde (Le Frolinat et Les Révoltes Populaires du Tchad 1965-1976, 1978). Hij onderhield contacten met de rebellenleiders en andere politieke spilfiguren.
Eind jaren 1970 kwam de Frolinat als eerste guerillabeweging in post-koloniaal Afrika aan de macht in Tsjaad maar gleed af naar een dictatuur. Buijtenhuijs hield contact met de machthebbers maar klaagde hen aan in zijn boek Le Frolinat et les Guerres Civiles (1987). In januari 1993 nam Buijtenhuijs als enige buitenlander in Ndjamena, Tsjaad, deel aan de nationale conferentie over de politieke en staatkundige toekomst van het land. In 1996 werd Buijtenhuijs in Tsjaad onderscheiden door opname in de Ordre National du Tchad. Hij ging in 1999 met pensioen in Frankrijk.
Buijtenhuijs' wetenschappelijke archief wordt bewaard in het Afrika-Studiecentrum in Leiden.

## Publicaties
onder meer
- Le mouvement « mau mau » : une révolte paysanne et anticoloniale en Afrique noire, Mouton, La Haye, 1971
- Le Frolinat et les révoltes populaires du Tchad, 1965-1976, Mouton, La Haye-Paris-New York, 1978. ISBN 9027976570
- Le Frolinat et les guerres civiles du Tchad (1977-1984), ASC / Karthala, Paris, 1987. ISBN 2865371964
- La Conférence nationale souveraine du Tchad. Un essai d'histoire immédiate, Karthala, Paris, 1993, ISBN 2865374602
- Démocratisation en Afrique au sud du Sahara (1992-1995). Un bilan de la littérature, ASC / CEAN, Bordeaux, 1995 (met C. Thiorot). ISBN 9054480262
- Transition et élections au Tchad 1993-1997. Restauration autoritaire et recomposition politique, ASC / Karthala, Paris, 1998, ISBN 2865378683